# 武衞 (成化進士)
武衛，字廷脩，山東青州府莒州沂水縣人，軍籍，明朝政治人物。進士出身。

## 生平
早年出身國子生，中式山東鄉試第十六名。成化十四年（1478年）戊戌科會試第一百七十九名，殿試登進士第三甲第一百五十七名，官至太常寺少卿、翰林院侍講學士。

## 家族
曾祖武文通。祖父武士成。父武榮。